# Meherban Karim
Meherban Karim (Gilgit-Baltistan, 21 gennaio 1979 – K2, 2 agosto 2008) è stato un alpinista pakistano.
Aveva lavorato con diverse spedizioni in montagna in Pakistan. Ha perso la vita insieme ad altri 10 alpinisti in seguito a una valanga, nell'incidente più mortale nella storia del K2. Nella comunità degli alpinisti era anche conosciuto come "Karim The Dream" e "Karim Meherban".

## Primi anni di vita
Meherban Karim è nato nella valle di Shimshal, nel distretto di Hunza-Nagar di Gilgit-Baltistan, Pakistan. Ha vissuto la sua infanzia nella valle di Shimshal, dove ha trascorso il suo tempo spostando le montagne, da dove ha preso la passione per l'alpinismo .

## Carriera alpinistica
| Anno | Nome del picco | Altezza                   | Nota        |
| ---- | -------------- | ------------------------- | ----------- |
| 1997 | Minglik Sar    | 6050 m                    | Riuscito    |
| 2002 | Broad Peak     | 8047 m                    | Senza esito |
| 2003 | Gasherbrum II  | 8035 m                    | Riuscito    |
| 2004 | Broad Peak     | 8047 m                    | Senza esito |
| 2005 | Nanga Parbat   | 8125 m                    | Riuscito    |
| 2006 | Walyoo Sar     | 6030 m (prima salita)     | Riuscito    |
| 2006 | K2             | 8611 m                    | Senza esito |
| 2007 | K2             | 8611 m                    | Senza esito |
| 2007 | Nanga Parbat   | 8126 m (salita invernale) | Senza esito |
| 2008 | K2             | 8611 m                    | Riuscito    |

Meherban Karim ha iniziato la sua carriera di alpinista nel 1997 scalando Mingligh Sar alla giovane età di 18 anni. Poi ha imparato le tecniche di alpinismo nella valle di Shimshal da Rajab Shah e Meherban Shah. Ha scalato con successo tre 8 000 su cinque in Pakistan. Ha raggiunto la vetta del Gasherbrum II nel 2003, del Nanga Parbat nel 2005 e del K2 nel 2008, Ha scalato tutte queste montagne senza l'uso di ossigeno supplementare. Ha preso parte a diverse spedizioni impegnative tra cui i tentativi invernali del Nanga Parbat con l'alpinista italiano Simone La Terra nel 2007/2008.

### Gasherbrum II
Nel 2002, Karim ha fatto il suo primo tentativo per un 8 000 scalando il Broad Peak, che non ha avuto successo a causa delle cattive condizioni meteorologiche. Nel 2003, ha scalato il Gasherbrum II guidato dal Sig. Marin Gogglemann, che è stato il suo primo tentativo riuscito di un 8000er Mountain. Ha raggiunto la vetta del Gasherbrum II senza utilizzare ossigeno supplementare all'età di 23 anni.

### Nanga Parbat
Nell'estate 2005, Karim era con Hugues d'Aubarède; quando Karim e Hugues raggiunsero il campo 4, furono accompagnati da Edurne Pasaban. Da qui proseguirono l'arrampicata verso la vetta al buio, dato che erano le 2 del mattino. Dopo una lunga e continua salita, raggiunsero la vetta alle 9 del mattino. Karim non utilizzò ossigeno supplementare. Iniziarono quindi la loro discesa insieme. Lungo la strada, Edurne e Hugh rimasero al Campo 4. Dopo una salita continua di 16 ore senza ossigeno, Karim raggiunse il campo base alle 18:00 con notevole sorpresa degli altri alpinisti lì presenti.

### Nanga Parbat (tentativo invernale)
Dopo aver iniziato ad essere conosciuto come un forte scalatore, nel 2007 è stato chiamato dal famoso alpinista Simone La Terra per la salita invernale del Nanga Parbat che non ha avuto successo. Hanno raggiunto il campo base standard su Il 3 dicembre e ha stabilito il campo 1 sulla normale rotta Kinshofer a 6000 m a temperature di -35 gradi C. Tuttavia, i forti venti invernali hanno causato un costante fastidio e durante la notte del 21 hanno semplicemente spazzato via la tenda della cucina del campo base con tutto ciò che c'era dentro e poi la Terra ha deciso di annullare la spedizione.

### K2
Karim ha tentato di scalare il K2 nel 2006 e 2007 con Hugues, ma entrambe le volte la spedizione è stata annullata a causa delle peggiori condizioni meteorologiche. Nell'estate del 2008, hanno fatto il terzo tentativo riuscito di raggiungere il K2, ma entrambi sono morti in una valanga mentre stavano scendendo. Karim ha raggiunto la vetta del K2 senza utilizzare ossigeno supplementare.

## Morte
Meherban Karim ha raggiunto la vetta del K2 il 1 agosto 2008 ed è morto il 2 agosto 2008, all'età di 29 anni, in un incidente (valanga) durante una spedizione internazionale sulla montagna del K2.